# Hőhíd
Hőhídnak nevezzük a határolószerkezet minden olyan helyét, ahol többdimenziós hőáramlás és hőmérséklet-eloszlás alakul ki. Hőhídmentes szerkezet nincs, de hatásait enyhíteni lehet (és kell is).
A hőhidak (más néven energiaelnyelő lyukak) előfordulása a magas hővezetésű fűtött és fűtetlen helyekre jellemző. A fűtési energiánk egy része ezeken a hőhidakon keresztül szökik el, vagyis fűtésszámlánkban többletköltséget okoz. Nagy zavarokat jelent az épületre nézve, formáját tekintve lehet pont, vonal, vagy foltszerű.

## Kialakulásának lehetséges okai
Geometriai: Előfordulása akkor valószínű, amikor a hőt felvevő felület kisebb, mint a hőt leadó felület, ezért foltszerűen a falak sarkaira jellemző.  Ezeken az éleken sokkal több meleg szökik ki, mint a falak többi pontján így alacsonyabb hőmérséklet is jellemző ezekre a pontokra.
Szerkezeti: Előfordulásának oka a rossz anyagfelhasználáson alapul, mivel magasabb hővezetésű építőanyaggal szakítják meg az alacsonyabb hővezetésű helyeket. Formája pont, vagy vonalszerű. 
Szakszerűtlen kivitelezésből adódó:
Előfordulására sok példát lehetne megemlíteni, de lényegében akkor jellemző, ha nincs lezárva a hőszigetelés, vagy lyukak találhatóak a felületen. Ha már hőszigetelt, de a falfelülete így is hőhidas, valószínű a kivitelezés szakszerűtlen volt, nem csúsztatták össze megfelelően a szigetelőlapokat. Sok kivitelezésre jellemző, hogy ilyenkor ragasztóval kitöltik az illesztéseket, miközben így még egy hővezetőbb felületet képeznek!
- Anyagváltás (például vasbeton pillér, koszorú)
- felületi hőmérséklet egyenlőtlen eloszlása (például árnyékolás, bútorok miatt)
- ezek kombinációja (például ablakok)

## Hőveszteség a hőhidakon keresztül
A hőhidak leggyakrabban vonalmentiek, ekkor a hőveszteséget a vonalmenti hőátbocsátási tényező segítségével (kl) számítjuk ki:
Q=lkl(ti-te)

ahol:

l a vonal hossza
ti a belső, te a külső hőmérséklet

## Következményei
a hőhidak megnövelik a fűtési energiafogyasztást, ezzel egyenes arányban a fűtésszámlát is. Csökkentik a komfortérzetet, mivel a lakásban több hideg pont is kialakul.
Mivel a hőhidak hőmérséklete alacsonyabb a környező határoló szerkezetekénél, az átáramló pára itt gyakran lecsapódik, és vizesedést okoz. A nedves szerkezet hőszigetelő képessége tovább romlik, hosszabb távon állagromlás veszélye is fennáll. A vizes szerkezet kedvez a penészgombák megtelepedésének is, ami betegségek,  pl. asztma vagy allergia kialakulását idézheti elő a lakóknál. A hőhidakat sokszor már csak a penészedés után fedezzük fel.
- Nagyobb energiaveszteség, megnövekedett fűtési költség
- Esetleges páralecsapódás, vizesedés, és az ebből származó hatások:
  - Épületszerkezet állagromlása
  - Penészgombák megtelepedése, egészségügyi hatások

Hőhidak hatásának csökkentése
- A tervezés során, egyszerű geometria, illetve minél kevésbé tagolt homlokzat alkalmazásával.
- A vasbeton elemek elé helyezett kiegészítő hőszigeteléssel.
- Hőhídmegszakító elemek alkalmazásával (erkélylemezek és attikafalak esetén)